# Sylter Geschichten
Sylter Geschichten ist eine Unterhaltungsserie mit Claus Wilcke in der Hauptrolle, die von 1993 bis 1995 in 25 Folgen durch RTL ausgestrahlt wurde. Am 28. Mai 1993 wurde sie zum ersten Mal gesendet. Zu den Regisseuren gehörten Wolfgang Hübner und Karsten Wichniarz.

## Inhalt
Rolf Seiche betreibt in der Whiskeystraße in Kampen auf Sylt das fast schon legendäre „Gogärtchen“, in dem sich die Prominenz trifft. Bei Rolf Seiche treffen sich zum Beispiel der von einer Midlife Crisis gebeutelte Geschäftsmann Richard Brentler, der von den Damen gestresste Mädchenfotograf Harry Martens, der Popstar Ricky Shayne oder die Erbin und Chefin eines großen Industriekonzerns, Petra Theissen. Der Betreiber kennt alle Geheimnisse seiner Gäste und weiß, welche Liebesaffären und Abenteuer sie auf der Insel der Prominenten erleben.
Ab der zweiten Staffel (ab Folge 13) kommen neue Hauptpersonen hinzu: der Inselarzt Dr. Thomas Hinrichsen, dessen Bruder und Reiterhofbesitzer Karsten Hinrichsen, seine Frau Sabine, Herbert, der Kioskbesitzer von „Buhne 16“, dessen Lebensgefährtin Berta Veddersen und die Sylter Gesellschaftsreporterin Bea Jäger.

## Gaststars
In der Serie tauchten regelmäßig Gaststars in Nebenrollen auf, von denen besonders Ilja Richter, Dana Golombek, Peter Schiff, Manfred Lehmann, Jochen Schroeder, Jochen Busse, Dirk Bach, Sky Dumont und Barbara Schöne bekannt sind.